# Лайош Пушкаш
Лайош Пушкаш (угор. Lajos Puskás, нар. 13 серпня 1944, Тететлен) — угорський футболіст, що грав на позиції нападника за клуби «Дебрецен» та «Вашаш», а також національну збірну Угорщини. По завершенні ігрової кар'єри — тренер.

## Клубна кар'єра
У дорослому футболі дебютував 1960 року виступами за команду клубу «Дебрецен», в якій провів чотири сезони. 
1964 року перейшов до клубу «Вашаш», за який відіграв 10 сезонів. За цей час тричі виборював титул чемпіона Угорщини, двічі ставав володарем Кубка Мітропи. Завершив професійну кар'єру футболіста виступами за команду «Вашаш» у 1974 році.

## Виступи за збірну
1964 року дебютував в офіційних матчах у складі національної збірної Угорщини. Протягом кар'єри у національній команді, яка тривала 6 років, провів у її формі 7 матчів, забивши 1 гол.
Був у заявці збірної на чемпіонат світу 1966 року в Англії, на якому, утім, був лише запасним гравцем і на поле не виходив.

## Кар'єра тренера
Розпочав тренерську кар'єру невдовзі по завершенні кар'єри гравця, 1977 року, очоливши тренерський штаб клубу «Дебрецені МТЕ», а за два роки став головним  тренером «Капошвар». Протягом першої половини 1980-х тренував «Діошдьйор» і «Чепель».
1985 року став головним тренером своєї першої команди, «Дебрецена», яку тренував два роки. Згодом пропрацювавши протягом 1987–1988 років з «Дунайварошом», на нетривалий час очолював тренерський штаб і своєї другої команди, «Вашаша». Того ж 1988 року встиг попрацювату у Греції, де тренував «Аполлон» (Каламарія).
Останнім місцем тренерської роботи був нижчоліговий «Бажай», головним тренером команди якого Лайош Пушкаш був протягом 1990 року.

## Титули і досягнення
- Чемпіон Угорщини (3):

«Вашаш»: 1961-1962, 1965, 1966
- Володар Кубка Мітропи (2):

«Вашаш»: 1965, 1969-1970